# Кавенаго-ді-Бріанца
Кавенаго-ді-Бріанца, Кавенаґо-ді-Бріанца (італ. Cavenago di Brianza) — муніципалітет в Італії, у регіоні Ломбардія, провінція Монца і Бріанца.
Кавенаго-ді-Бріанца розташоване на відстані близько 480 км на північний захід від Рима, 22 км на північний схід від Мілана, 12 км на схід від Монци.
Населення — 7245 осіб (2014).

## Демографія
Населення за роками:

Станом на 1 січня 2023 року в муніципалітеті офіційно проживали 764 іноземці з 51 країни, серед них 234 громадяни країн Євросоюзу та 18 громадян України.

## Сусідні муніципалітети
- Аграте-Бріанца
- Базіано
- Бураго-ді-Мольгора
- Камб'яго
- Орнаго